# 本願寺函館別院
本願寺函館別院（ほんがんじはこだてべついん）は、北海道函館市にある浄土真宗本願寺派の寺院である。

## 概要
道南地方の大都市・函館市街にある本願寺派の直属寺院（別院）である。住職は本願寺派門主が務めるが、平時は輪番が寺務を主管している。
また近隣に真宗大谷派の函館別院があるため、本山の通称にちなみ、当院は西別院と通称される。

## 境内
- 本堂 - 2013年建立
- 納骨堂
- 文化会館
- 鐘楼
- 学校法人函館龍谷学園・龍谷幼稚園

### 出張所[1]
- 台町出張所（常和臺） - 函館山の西側の墓地地域の中にある分院。
  - 〒040-0055 北海道函館市船見町27-16

## 行事
- 晨朝勤行 - 毎朝
  - 3月〜11月 6時30分より
  - 12月〜2月 7時より
- 祥月永代経法要 - 毎日13時30分より
- 常例布教 - 毎月12日〜16日 13時30分より
  - 7月はお盆、10月は報恩講の為、休座
- 宗祖御逮夜法要 - 毎月15日13時30分より
- 宗祖御命日法要 - 毎月16日13時30分より

### 年間行事
- 1月：元旦会
- 3月：春季彼岸会
- 5月：宗祖降誕会 - 宗祖親鸞の誕生を祝う。園児参拝、初参式を実施。
- 6月：納骨堂報恩殿永代経法要
- 6月：先師会 - 堀川乗経[2]の遺徳を偲ぶ。
- 7月：盆会 - 台町墓地、納骨堂で随時読経。
- 7月：盆おどり - 門信徒や近隣住民が多数参加。
- 8月：初盆法要
- 9月：秋季彼岸会 - 初日に台町出張所で総追悼法要。
- 10月：宗祖親鸞聖人報恩講 - 宗祖親鸞の祥月命日をご縁に勤められる。
- 12月31日：除夜会 - 法要後参拝者全員が鐘を撞くことができる。

## 沿革[3]
- 文政7年（1824年） - 堀川乗経、陸奥国下北郡川内村（青森県むつ市川内）の乗願寺で生まれる。
- 天保12年（1841年） - 堀川乗経、蝦夷地へ渡る（17才）
- 嘉永7年（1854年） - 箱館開港
- 安政4年（1857年） - 当院が「願乗寺休泊所」として建てられる
- 安政6年（1859年） - 堀川乗経、亀田川の治水工事で願乗寺川（堀川）工事・着工・完成
- 万延元年（1860年） - 「本願寺掛所」として認められる
- 元治元年（1864年） - 五稜郭完成
- 明治元年（1868年） - 函館戦争兵火にて本堂類焼
- 明治5年（1872年） - 本堂落成
- 明治6年（1873年） - 大火（1,314戸焼失）本堂類焼
- 明治10年（1877年） - 「本願寺函館別院」と公称を得る
- 明治11年（1878年） - 本堂完成。堀川乗経 逝去（55才）
- 明治22年（1889年） - 願乗寺川が埋め立てられ道路（現 高砂通）となる
- 明治32年（1899年） - 大火（2,494戸焼失） 本堂類焼・再興
- 明治40年（1907年） - 大火（1万2,390戸焼失） 別院すべて類焼・再興
- 大正11年（1923年） - 函館区が市政施行。
- 昭和4年（1929年） - 駒ヶ岳大噴火
- 昭和9年（1934年） - 函館大火（2万4,186戸焼失） 別院すべて類焼・再興
- 昭和10年（1935年） - 開港記念日制定（第1回函館港まつり）
- 昭和25年（1950年） - 17年ぶりに本堂再興
- 昭和57年（1982年） - 納骨堂完成
- 昭和59年（1984年） - 会館完成
- 平成25年（2013年） - 新生事業推進計画・本堂新築（現本堂）
- 平成26年（2014年） - 第24代即如御門主御親修 親鸞聖人750回大遠忌法要 本堂落成慶讃法要